# Dysstroma unifulvata
Dysstroma unifulvata là một loài bướm đêm trong họ Geometridae.